# Ola Kyhlberg
Ej att förväxla med arkeologen Ola Kyhlberg född 1951
Ola Kyhlberg, född 18 november 1841, död 2 januari 1914 i Sankt Matteus församling, Stockholm, var en svensk dövpedagog.
Kyhlberg blev filosofie doktor i Lund 1868, var adjunkt vid Lunds folkskollärarseminarium 1868-70, folkskoleinspektör i Norrköping 1870-76 och  rektor vid Allmänna institutionen för dövstumma i Manilla, senare Manilla dövstumskola 1876-1907. Kyhlberg verkade för en begränsning av talmetoden vid undervisning av döva och för en vidare användning av skrivmetoden. För de förståndshandikappade döva borde teckenmetoden användas. Som mål för språkundervisningen uppställde han, att de döva borde lära sig uppfatta innehållet i enkla, för folket skrivna böcker. Målet lyckades man dock inte uppnå. Vid språkundervisningen höll Kyhlberg ensidigt på en strängt formell metod. Hans betydelse för dövundervisningen låg främst inom det organisatoriska området.